# WEB (система программирования)
Web — система компьютерного программирования, созданная Дональдом Кнутом как первая реализация того, что он назвал «грамотным программированием»: идеи о том, что можно создавать программное обеспечение как литературные произведения, встраивая исходный код в описательный текст, а не наоборот (как это принято в большинстве языков программирования), в порядке, который удобен для изложения читателям-людям, а не в порядке, требуемом компилятором.
Web состоит из двух вспомогательных программ: TANGLE, которая создает компилируемый код на языке Pascal из исходных текстов, и WEAVE, которая создает красиво отформатированную документацию для печати с использованием ΤΕΧ.
CWEB — это версия Web для языка программирования C, в то время как noweb — это отдельный инструмент грамотного программирования, вдохновлённый Web (что отражено в названии) и не зависящий от языка.
Наиболее значимыми программами, написанными на Web, являются TeX и Metafont. Современные дистрибутивы TeX используют программу Web2C для преобразования Web в C.